# Šumiac
Šumiac (in tedesco Königsberg; in ungherese Királyhegyalja) è un comune della Slovacchia facente parte del distretto di Brezno, nella regione di Banská Bystrica.
Ha dato i natali all'astronoma Margita Vozárová.

## Storia
Il villaggio è citato per la prima volta nel 1573  (Schumecz), quando pastori ruteni chiamati localmente Valaský (Valacchi) si insediarono nella località. All'epoca, la giustizia veniva amministrata secondo il diritto valacco. Nel XVII secolo sorsero qui alcune vetrerie.